# 内藤良一
内藤 良一（ないとう りょういち、1906年12月26日 - 1982年7月7日）は、日本の軍医。1950年、日本ブラッドバンク（後のミドリ十字）を創業。医学博士。

## 経歴
京都府綾部町出身。茨木中学校、旧制三高を経て、1927年（昭和2年）京都帝国大学医学部に入学し、1931年（昭和6年）に卒業。1936年（昭和11年）に京大大学院を卒業。「バクテリオファージ研究補遺」で医学博士となる。
1937年（昭和12年）からヨーロッパ、アメリカでの研究、情報収集を行った後、陸軍軍医学校防疫研究室の責任者として、731部隊が主導した細菌兵器の開発・研究や人体実験にも関わったとされる。帰国後、東京・戸山の陸軍軍医学校で終戦まで軍医教官として勤務した。
1945年（昭和20年）、内藤は731部隊が主導した細菌戦および人体実験に関する重要参考人としてGHQの尋問を受けた。
その後は京大医学部で小児科の臨床を学び、茨木市の診療所で小児科医をしていた。戦後の飢餓の中で、輸血さえできれば命を救える患者に血液銀行の必要性を痛感し、神戸銀行の出資を得て1950年（昭和25年）に日本最初の血液銀行として株式会社日本ブラッドバンクを設立。その後日本各地で民間や公共の血液銀行が創立され競争が激しくなると、内藤は日本ブラッドバンクの事業の柱を人工血液製剤製造に移し、その承認を厚生省に求める際に（内藤自らの希望で）最初に内藤自身が治験第一号になっている。
しかし、承認申請書に記載された人工製剤に関する実験データについて信憑性が疑われ、結局承認は下りなかった。
1982年（昭和57年）死去。